# Li Cheng

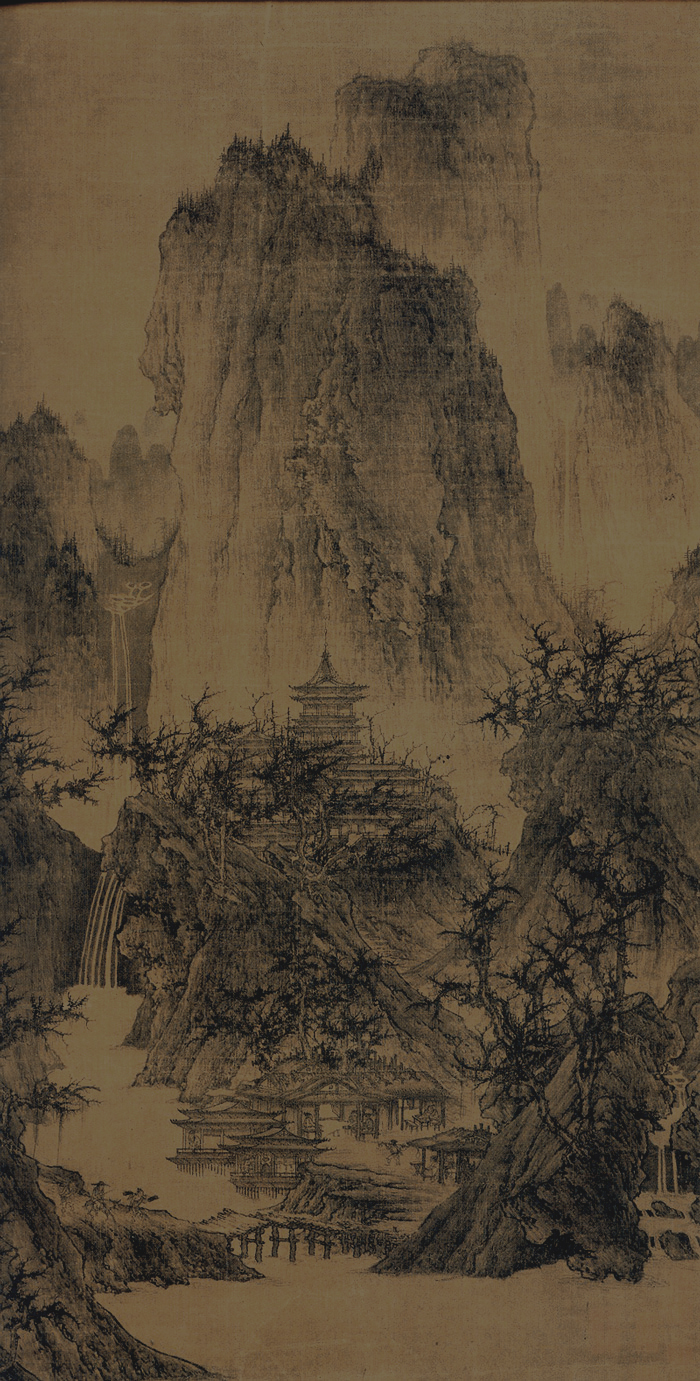
Een eenzame tempel tussen vrijstaande bergtoppen - hangende rol met gewassen inkt en kleur op zijde, collectie Nelson Atkins Museum of Art

Li Cheng (李成; 919–967) was een Chinees kunstschilder die actief was tijdens de periode van de Vijf Dynastieën en Tien Koninkrijken en de vroege Song-dynastie. Zijn omgangsnaam was Xianxi (咸熙).

## Biografie
Li Cheng werd in 919 geboren in Qingzhou, in het huidige Weifang in de provincie Shandong. Hij was een nazaat van de keizerlijke familie Li van de Tang-dynastie, die in 907 haar macht verloor. Hij werd bekend om zijn shan shui-landschapsschilderingen van de regio van Shandong. Samen met Fan Kuan (ca. 960–1030), Guan Tong (ca. 906–960) en Guo Xi (ca. 1020–ca. 1090) behoorde Li tot de meest toonaangevende landschapsschilders in de noordelijke landschapsstijl.

## Stijl
In zijn eerste periode schilderde Li Cheng voornamelijk in de stijl van zijn tijdgenoten Jing Hao (ca. 870–925) en Guan Tong. Later ontwikkelde hij een eigen stijl van atmosferische, weidse landschappen. Li voerde het terrein op zijn landschappen doorgaans uit in sterk verdunde inktwassingen, waardoor hij bekend kwam te staan als iemand die "inkt koestert als goud" (惜墨如金). De dunne inktfilm creëren een mistige atmosfeer, waarbij de in krachtige penseelstreken uitgevoerde bergcontouren scherp afsteken. Op de voorgrond schilderde Li gewoonlijk enkele verweerde, altijdgroene planten of bomen.
De stijl en techniek van Li Cheng had een significante invloed op Guo Xi en latere meesters als Xu Daoning (ca. 970–1052) en Dai Jin (1388–1462).
- Bibliothèque nationale de France: cb14584130d (data)
- Gemeinsame Normdatei: 142680796
- International Standard Name Identifier: 0000 0000 8363 106X
- Library of Congress Control Number: n79129698
- Nationale Bibliotheek van Tsjechië: jn20030331003
- Trove: 1315944
- Union List of Artist Names: 500321472
- Virtual International Authority File: 20969737
- WorldCat: E39PBJgmMx44BdMdVgtTK4JkXd